# Zal Yanovsky
Zal Yanovsky, all'anagrafe Zalman Yanovsky (Toronto, 19 dicembre 1944 – Kingston, 13 dicembre 2002), è stato un chitarrista e cantante canadese, noto anche per essere stato il chitarrista solista del gruppo The Lovin' Spoonful, entrato a far parte nel 2000 della Rock and Roll Hall of Fame.
Zal Yanovsky è morto improvvisamente il 13 dicembre 2002, a causa di un infarto che lo ha colto nella sua abitazione di Kingston, in Ontario.